# Jean Gaudfernau
Jean Gaudfernau, né le 12 septembre 1928 à Casablanca et mort le 11 octobre 2019 à Paris, est un ingénieur et chef d'entreprise français qui a participé au développement de l'informatique française dans les  années 1960.

## Biographie
Ancien élève de Supaéro, Jean Gaudfernau a été chef de subdivision à la Société d'électronique et d'automatisme, filiale de Schneider-Westinghouse. En 1959, il quitte la SEA pour entrer à la Compagnie des compteurs, où il fonde une filiale, la Société européenne de traitement de l'information, qui fusionnera sept ans plus tard avec la SEA.
Cette société, diversifiée vers l'automatisme à l'occasion des contrats EDF, recherche des compétences en matière d'ordinateur et achète la licence du PB 250 de Packard Bell, que Jean Gaudfernau doit valoriser.
Fin 1966, peu après la fusion de la SETI avec la SEA et la CAE dans la CII, Jean Gaudfernau est devenu directeur commercial et directeur général adjoint du nouveau groupe, aux côtés du président Michel Barré, puis directeur général du grand projet qu'il a lancé avec Siemens et Philips, du nom d'Unidata. Il fait partie des deux négociateurs industriels, désignés pour calmer les esprits, lorsque les actionnaires s'opposent au rapprochement avec Siemens et Philips. Après la fusion avec Honeywell de 1975, il devient directeur central délégué chargé des relations avec les pouvoirs publics.
Jean Gaudfernau créé ensuite en 1986 Experdata, une société industrielle installée sur des « niches » stratégiques dans le domaine des tests et de la surveillance à distance, via des testeurs éthernet, des réseaux locaux. Avec trois autres créateurs, Frédéric Baroin, Alain Brigatti et Micheline Dumont, il fonde en janvier 1997 une autre société dans les réseaux d'entreprise, Eolring, qui se fixe pour objectif de faciliter la communication multimédia dans les entreprises, en renouvelant le système de précâblage.